# Krokový volič

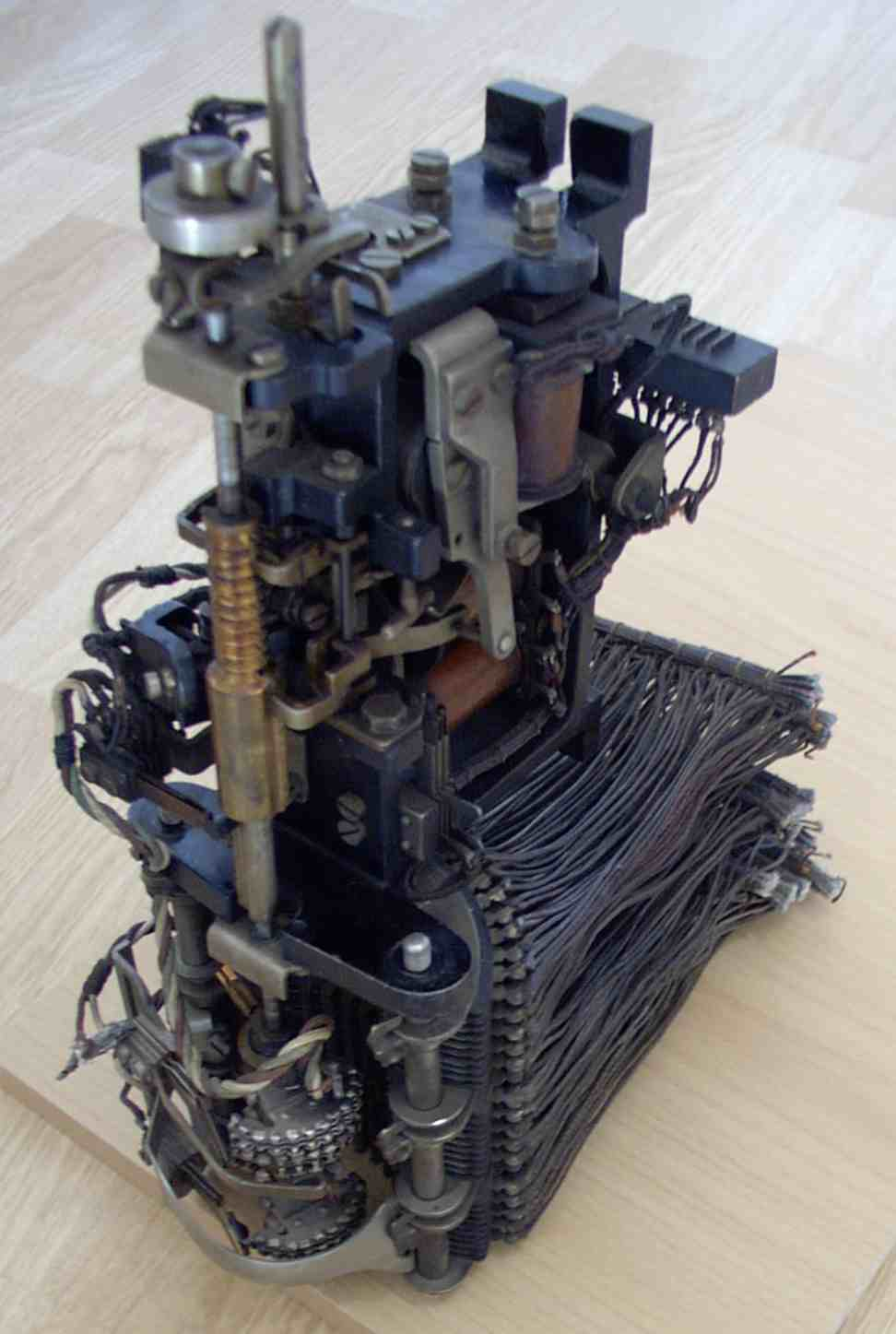
Krokový volič

Krokový volič (anglicky Strowger switch, Step-by-Step nebo SXS) je mnohacestný elektromagnetický přepínač používaný v telefonních ústřednách první generace, který vynalezl Almon Strowger.

## Detaily patentu
Patent US 447918 popisuje:
- Zařízení u telefonního účastníka, které vytváří řady impulzů odpovídajících číslicím 1–9 a 0 (která je reprezentována 10 impulzy). Zařízení se původně skládalo ze dvou telegrafních klíčů a později se vyvinulo v rotační číselnici.
- Krokový volič se dvěma pohyby v telefonní ústředně. Obsahuje pro každý pól kontaktní raménko, které se může pohybovat ve svislém směru a vybírá jednu z deseti řad kontaktů; po výběru řady raménko otáčením vybírá jeden z deseti kontaktů v řadě. Jeden krokový volič tak umožňuje vybrat jednu ze sta možností. Krokování je řízeno proudovými pulsy přicházejícími z telegrafního klíče ovládaného volajícím telefonním účastníkem, později pomocí rotační číselnice.

## Použití v telefonních ústřednách
Na principu krokových voličů byly založeny synchronní telefonní ústředny P51, užívané od padesátých let v ČSSR. Na vstupu ústředny je koncentrační pole, které redukuje větší počet vstupních linek na menší počet spojovacích cest pro další propojování. Koncentrační pole je realizováno krokovými voliči – třídiči (v provedení tuzemské P51 byly třídiče dva - první desetikrokový a druhý 25krokový s přednastaveným volným východem; oba pracovaly jako hledače, první třídič hledal linku, kde účastník zvedl mikrotelefon, druhý třídič byl přednastaven na volný první skupinář). Volný první skupinář vysílá k účastníkovi oznamovací tón a účastník může volit číslo. Každá číslice volená rotační číselnicí (ta přerušuje proud v lince) pak přímo synchronně lineárně vystavuje krokový volič – skupinář. V mezidobí, než bude prováděna volba dalšího čísla, skupinář v rotačním směru nalézá volný východ. V ústředně je tolik stupňů – skupinářů, kolik je v telefonním čísle číslic. Poslední dvojčíslí se volí v posledním stupni také lineárně-rotačním krokovým voličem – tzv. linkovým voličem. Běžná rotační číselnice ve skutečnosti dávala při každé volbě o dva pulsy více, než bylo volené číslo. Získaný čas dvou pulsů (které se ani do linky nevysílaly) byl právě nutný k tomu, aby krokový volič – hledač měl čas najít volný východ do dalšího stupně volby.
Krokové voliče byly základním stavebním prvkem telefonních ústředen před nasazením křížových spínačů, což jsou jednoduché spínače uspořádané v matici, kde propojují zvolený řádek a sloupec. Protože křížové voliče provádějí jednodušší pohyby, je spojovací pole z nich vytvořené mnohem spolehlivější než pole z krokových voličů. Ústředny osazené křížovými spínači jsou asynchronní, neboť samotné propojování se již nedělo v reálném čase samotné volby.